# Quimper Communauté
Quimper Communauté est une ancienne communauté d'agglomération française, située dans le département du Finistère, en région Bretagne.
Il s'agit d'un établissement public de coopération intercommunale (EPCI) qui regroupe 8 communes en vue de réaliser des actions de développement urbain et d'aménagement du territoire. Elle s'étend sur 28 938 hectares et compte 87 403 habitants en 2013.
Au 1er janvier 2017, Quimper Communauté fusionne avec la Communauté de communes du Pays Glazik et la commune de Quéménéven pour former Quimper Bretagne occidentale.

## Histoire
Les quatre communes fondatrices, Ergué-Gabéric, Guengat, Plogonnec et Quimper, se regroupent le 27 décembre 1993 pour former une communauté de communes qui prendra le nom de Quimper Communauté.
Le 23 décembre 1996, le territoire communautaire s'enrichit de trois nouvelles communes, Plomelin, Plonéis et Pluguffan. 
Le 1er janvier 2000, Quimper Communauté s'est transformée en communauté d'agglomération, tout en conservant ses limites territoriales.
La commune de Locronan qui est située à quelques kilomètres de celle de Plogonnec a demandé à deux reprises son intégration à l'agglomération quimpéroise, sans succès. C'est chose faite au 1er janvier 2011.
Au 1er janvier 2017, Quimper Communauté fusionne avec la Communauté de communes du Pays Glazik et la commune de Quéménéven.

## Territoire communautaire

### Géographie
Au cœur de la Cornouaille, dont Quimper est la capitale historique, la communauté d'agglomération était aussi rattachée au Pays de Cornouaille au sens de la loi Voynet. Elle regroupait cinq communes des trois cantons quimpérois, une commune du canton de Châteaulin (Locronan), une commune du canton de Douarnenez (Plogonnec) et une commune du canton de Plogastel-Saint-Germain (Plonéis).

### Composition
Elle était composée des 8 communes suivantes :
| Nom             | Code Insee | Gentilé      | Superficie (km2) | Population (dernière pop. légale) | Densité (hab./km2) |
| --------------- | ---------- | ------------ | ---------------- | --------------------------------- | ------------------ |
| Quimper (siège) | 29232      | Quimpérois   | 84,45            | 63 513 (2014)                     | 752                |
| Ergué-Gabéric   | 29051      | Gabéricois   | 39,87            | 8 182 (2014)                      | 205                |
| Guengat         | 29066      | Guengatais   | 22,72            | 1 740 (2014)                      | 77                 |
| Locronan        | 29134      | Locronanais  | 8,08             | 819 (2014)                        | 101                |
| Plogonnec       | 29169      | Plogonnécois | 54,14            | 3 112 (2014)                      | 57                 |
| Plomelin        | 29170      | Plomelinois  | 26,08            | 4 185 (2014)                      | 160                |
| Plonéis         | 29173      | Plonéisiens  | 21,99            | 2 223 (2014)                      | 101                |
| Pluguffan       | 29216      | Pluguffanais | 32,09            | 3 924 (2014)                      | 122                |

Quimper Communauté est la deuxième structure intercommunale la plus peuplée du département du Finistère, après Brest Métropole.

### Démographie
| 1999   | 2006   | 2009   | 2011   | 2013   |
| ------ | ------ | ------ | ------ | ------ |
| 83 749 | 86 962 | 86 186 | 86 705 | 87 403 |

## Administration

### Siège
Le siège de la communauté d'agglomération était à Quimper, 44 place Saint-Corentin.

### Conseil communautaire
Les 48 conseillers titulaires étaient répartis selon le droit commun comme suit :
| Nombre de conseillers | Communes                               |
| --------------------- | -------------------------------------- |
| 22                    | Quimper                                |
| 8                     | Ergué-Gabéric                          |
| 4                     | Plomelin                               |
| 3                     | Guengat, Plogonnec, Plonéis, Pluguffan |
| 2                     | Locronan                               |

### Élus
La communauté d'agglomération était administrée par un conseil communautaire constitué en 2014 de 48 conseillers communautaires.
À la suite des élections municipales de 2014 dans le Finistère, le conseil communautaire du 18 avril 2014 avait élu son président, Ludovic Jolivet, maire de Quimper, ainsi que ses 12 vice-présidents. La liste des vice-présidents était alors la suivante :
|     | Attributions                                                 | Identité              | Qualité                                 |
| --- | ------------------------------------------------------------ | --------------------- | --------------------------------------- |
| 1er | Finances et économie                                         | Hervé Herry           | Maire d'Ergué-Gabéric                   |
| 2e  | Assainissement et eau                                        | Alain Decourchelle    | Maire de Pluguffan                      |
| 3e  | Développement durable et transition énergétique              | Christian Corroller   | Maire de Plonéis                        |
| 4e  | Coordination des communes et relations avec la communauté    | Martine Morvan        | Première adjointe au maire de Plogonnec |
| 5e  | Administration générale, personnel et enseignement supérieur | Isabelle Le Bal       | Première adjointe au maire de Quimper   |
| 6e  | Rayonnement culturel et sportif                              | Jean-Yves Stanquic    | Adjoint au maire de Guengat             |
| 7e  | Recherche, innovation, numérique et tourisme                 | Claire Levry-Gérard   | Conseillère municipale de Quimper       |
| 8e  | Action sociale intercommunale                                | Yannick Nicolas       | Adjoint au maire de Plomelin            |
| 9e  | Transports et mobilité                                       | André Guénégan        | Deuxième adjoint au maire de Quimper    |
| 10e | Logement, habitat et foncier                                 | Dider Lennon          | Conseiller municipal de Quimper         |
| 11e | Déchets                                                      | Pierre-André Le Jeune | Adjoint au maire d'Ergué-Gabéric        |
| 12e | Jeunesse et insertion                                        | Antoine Gabriele      | Maire de Locronan                       |

### Liste des présidents
| Période                                  | Période       | Identité         | Étiquette    | Qualité                                                            |
| ---------------------------------------- | ------------- | ---------------- | ------------ | ------------------------------------------------------------------ |
| Les données manquantes sont à compléter. |               |                  |              |                                                                    |
| 1995                                     | avril 2001    | Bernard Poignant | PS           | Maire de Quimper (1989 → 2001)                                     |
| avril 2001                               | avril 2008    | Alain Gérard     | RPR puis UMP | Maire de Quimper (2001 → 2008) Sénateur du Finistère (1986 → 2008) |
| avril 2008                               | avril 2014    | Bernard Poignant | PS           | Maire de Quimper (2008 → 2014)                                     |
| avril 2014                               | décembre 2016 | Ludovic Jolivet  | UMP → LR     | Maire de Quimper (2014 → 2020)                                     |

### Compétences
Tout EPCI doit assurer des compétences obligatoires ainsi que des compétences facultatives à choisir parmi plusieurs possibles. La collectivité peut également retenir d'autres compétences optionnelles pour renforcer sa cohésion et ses domaines d'intervention. Quimper Communauté a choisi d'assurer :
- Compétences obligatoires
  - Développement économique
  - Aménagement de l'espace communautaire
  - Équilibre social de l'habitat
  - Politique de la ville dans la communauté

- Compétences optionnelles
  - Assainissement
  - Protection et mise en valeur de l'environnement et du cadre de vie
  - Construction, aménagement, entretien et gestion d'équipements communautaires

- Compétences facultatives
  - Politiques d'animation
  - Fourrière animale
  - Enseignement supérieur
  - Constitution de réserves foncières

Les deux compétences les plus visibles des habitants sont sans doute l'organisation et le financement du réseau de transport en commun Qub  qui dessert tout le territoire communautaire, ainsi que l'organisation de la collecte et du traitement des déchets.